# TruckersFM
TruckersFM, також відома як Truckers.FM або TFM — незалежна інтернет-радіостанція, створена спільнотою гравців Euro Truck Simulator 2 та American Truck Simulator. Також представлена в інших жанрах симуляторів, зокрема у Farming Simulator. Станція була заснована у жовтні 2015 року братами Александером і Джошуа Блекманами.
TruckersFM курується командою волонтерів-радіоведучих, які ведуть різноманітні прямі етери, що включають музику, розважальний контент та новини, пов'язані з іграми.
Станція переважно транслює популярну музику, зокрема поп, рок та EDM. Її сестринська радіостанція BigRigFM спеціалізується на кантрі-музиці. TruckersFM доступна онлайн, на різних потокових аудіосервісах, таких як TuneIn, а також на розумних колонках, зокрема Amazon Echo. Радіостанція інтегрована в ігрові радіокаталоги Euro Truck Simulator 2, American Truck Simulator та серії Farming Simulator.
Британське ігрове видання Eurogamer описує TruckersFM як «радіостанцію, що спочатку замінила звичайне радіо в грі, а згодом і сама стала повноцінною альтернативою для слухачів у реальному світі».
Фінансування станції здійснюється здебільшого за рахунок реклами в етері від спільнотних груп, стримерів і віртуальних транспортних компаній, а також через пожертви слухачів на Patreon.
TruckersFM транслює різноманітні програми, створені командою волонтерів-радіоведучих по всьому світу. Він транслюється цілодобово з такими програмами, як «The Most Played Chart», «Exhibition», «The RAM Show», «Exodus Radio», «Anthems & Indie», «The Pulse», «The Odd Show» та багато інших.

## Історія
TruckersFM була запущена в жовтні 2015 року як спеціалізована радіостанція для спільнот Truck Simulator та мультиплеєрної модифікації TruckersMP. Ідея станції полягала в тому, щоб надати гравцям можливість слухати радіо, яке транслює новини, розважальні історії, віртуальні звіти про дорожній рух та конкурси в етері.
TruckersFM була додана до внутрішньоігрового радіоплеєра Euro Truck Simulator 2 6 січня 2016 року, а пізніше, 2 лютого 2016 року, — до American Truck Simulator.
11 травня 2017 року TruckersFM отримала статус партнера Discord — безкоштовного VoIP-додатка, створеного для об'єднання спільнот, починаючи від геймерів і закінчуючи освітніми та бізнес-групами. Спільнота TruckersFM у Discord налічує понад 20 000 учасників, що робить її однією з найпопулярніших у категорії музичних серверів.
У лютому 2018 року представники TruckersFM відвідали штаб-квартиру SCS Software — розробників Euro Truck Simulator 2 та American Truck Simulator. Візит сприяв налагодженню тісніших відносин між радіостанцією та розробниками гри, а також створенню ексклюзивного радіо-ідентифікатора для TruckersFM, у якому учасники команди розробників озвучили слоган радіостанції.
8 серпня 2019 року TruckersFM була додана до внутрішньоігрового каталогу радіостанцій у серії Farming Simulator, що дозволило гравцям слухати етер безпосередньо під час гри.
У жовтні 2019 року TruckersMP, мультиплеєрна модифікація для Euro Truck Simulator 2 та American Truck Simulator, уклала партнерство з TruckersFM для ексклюзивного висвітлення новин, офіційних подій та розіграшів для спільноти.
26 травня 2019 року TruckersFM запустила нову сестринську станцію BigRigFM, яка спеціалізується на кантрі-музиці та орієнтована на американських далекобійників-учасників спільноти Truck Simulator. Станція працювала без ведучих до 23 квітня 2022 року, коли ведучий Cowie провів офіційний запусковий етер. Наразі BigRigFM не має прямих етерів із ведучими, однак доступна для прослуховування через офіційний сайт.
16 жовтня 2020 року TruckersFM відсвяткувала 5-річчя мовлення, організувавши віртуальний фестиваль у мультиплеєрній модифікації TruckersMP для Euro Truck Simulator 2. Також станція співпрацювала з ігровими брендами та розробниками, зокрема HyperX, Focus Home Interactive, SCS Software та Fanatec, і розіграла призи на суму понад 2000 євро серед слухачів і підписників у соціальних мережах.

## «Street Team»
TruckersFM, як радіостанція, орієнтована на спільноту, у жовтні 2018 року запустила власну віртуальну команду Street Team. Ця команда організовує онлайн-конвої та великі альтернативні заходи на мультиплеєрній модифікації TruckersMP, що відбуваються раз на два місяці (раніше — щомісяця). Це дає змогу ведучим і співробітникам TruckersFM безпосередньо взаємодіяти зі спільнотою. Зазвичай такі віртуальні конвої збирають понад 400 гравців, а в деяких випадках кількість учасників сягала від 500 до 700 осіб.
Масштабність Street Team Convoys сприяла формуванню офіційного партнерства з TruckersMP, які відзначили, що TruckersFM є «однією з найбільших спільнот, яка регулярно робить значний внесок у TruckersMP».